# Jóhann Sigurjónsson
Jóhann Sigurjónsson född 19 juni 1880 på Laxamýri på Island, död 30 augusti 1919 i Köpenhamn, isländsk-dansk författare och dramatiker.

## Biografi
Jóhann Sigurjónsson gick i latinskolan i Reykjavik och därefter i Landbohöjskolen i Köpenhamn, men ägnade sig sedan uteslutande åt författarskap, både på isländska och danska. Han har skrivit dramat Dr Rung (på danska, 1904), Bóndinn á Hrauni (1908; dansk övers. 1912), Bjærg-Ejvind og hans hustru (1911; på isländska 1912; Bärg-Ejvind och hans hustru, uppfördes i Stockholm och översattes till svenska 1913), ett skådespel med isländskt ämne som haft stor framgång på olika scener i Norden, och Galdra-Loptur (1915; dansk övers. 1915). Han skrev ytterligare dramat Løgneren (1917); postumt utkom Smaadigte (1920). 1917 spelades hans Önskningen i Stockholm.
Senare delen av sitt liv levde Jóhann i Danmark, där han också dog i tuberkulos, 39 år gammal.